# Takanori Chiaki
Takanori Chiaki (japanisch 千明 聖典 Chiaki Takanori; * 19. Juli 1987 in Ōme) ist ein japanischer Fußballspieler.

## Karriere
Chiaki erlernte das Fußballspielen in der Schulmannschaft der Ryutsu Keizai University Kashiwa High School und der Universitätsmannschaft der Ryūtsū-Keizai-Universität. Seinen ersten Vertrag unterschrieb er 2010 bei Fagiano Okayama. Der Verein spielte in der zweithöchsten Liga des Landes, der J2 League. Für den Verein absolvierte er 172 Ligaspiele. 2016 wechselte er zum Drittligisten Ōita Trinita. Für den Verein absolvierte er 13 Ligaspiele. 2017 wechselte er zum Ligakonkurrenten SC Sagamihara.